# Drève de Lorraine
Ne doit pas être confondu avec Drève Saint-Hubert.
Pour les articles homonymes, voir Lorraine (homonymie).
La drève de Lorraine (en néerlandais : Lorrainedreef) est une large drève bordée de magnifiques hêtres rouges, longue de plusieurs kilomètres, à travers la forêt de Soignes. C'est aussi, en parallèle à cette drève, que se trouve un important chemin cavalier reliant Rhode-Saint-Genèse au bois de la Cambre en passant par la drève Saint-Hubert et l'allée du Turf.

## Situation et accès

### Partie carrossable

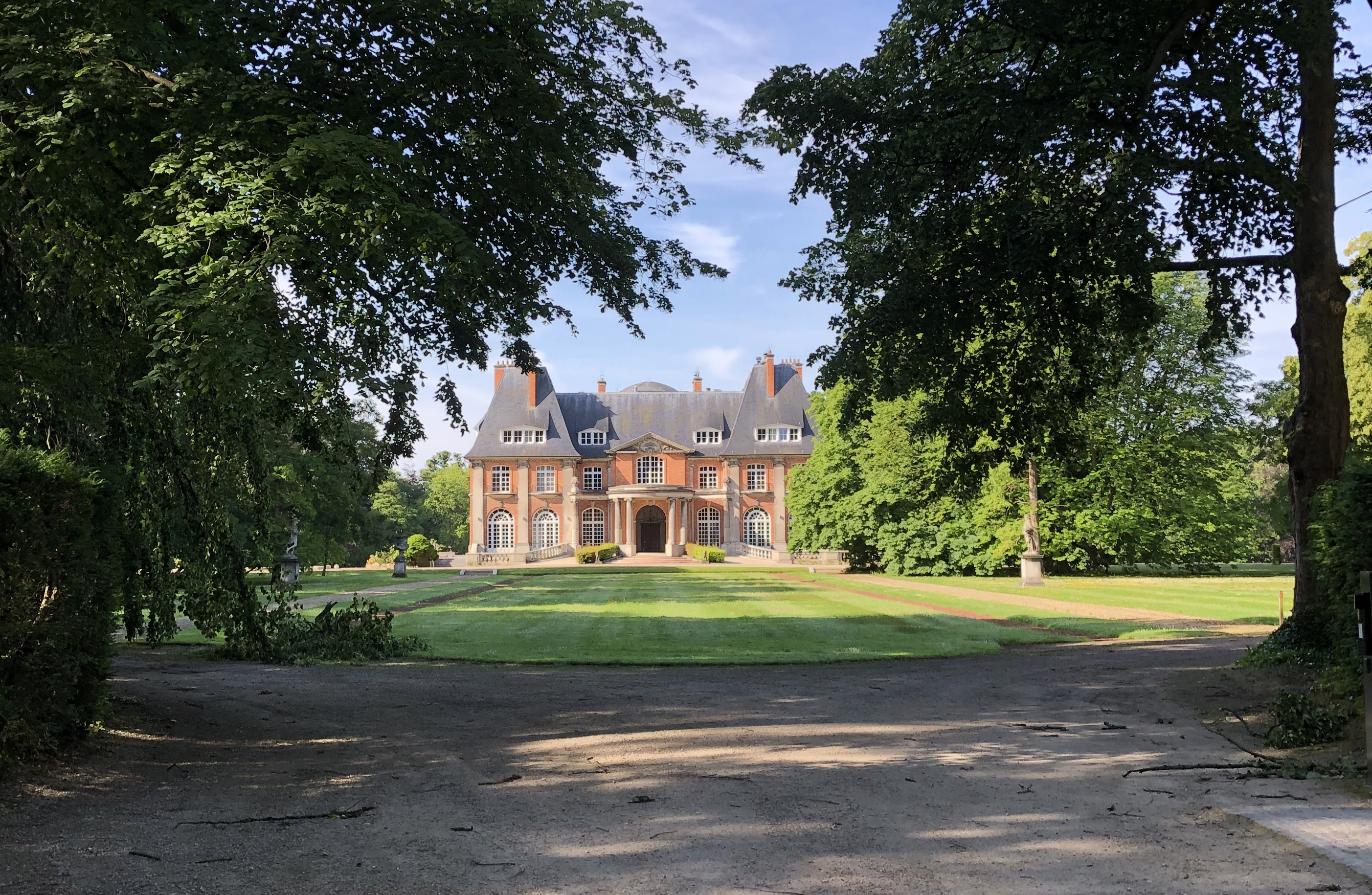
Château de La Fougeraie 17 drève de Lorraine
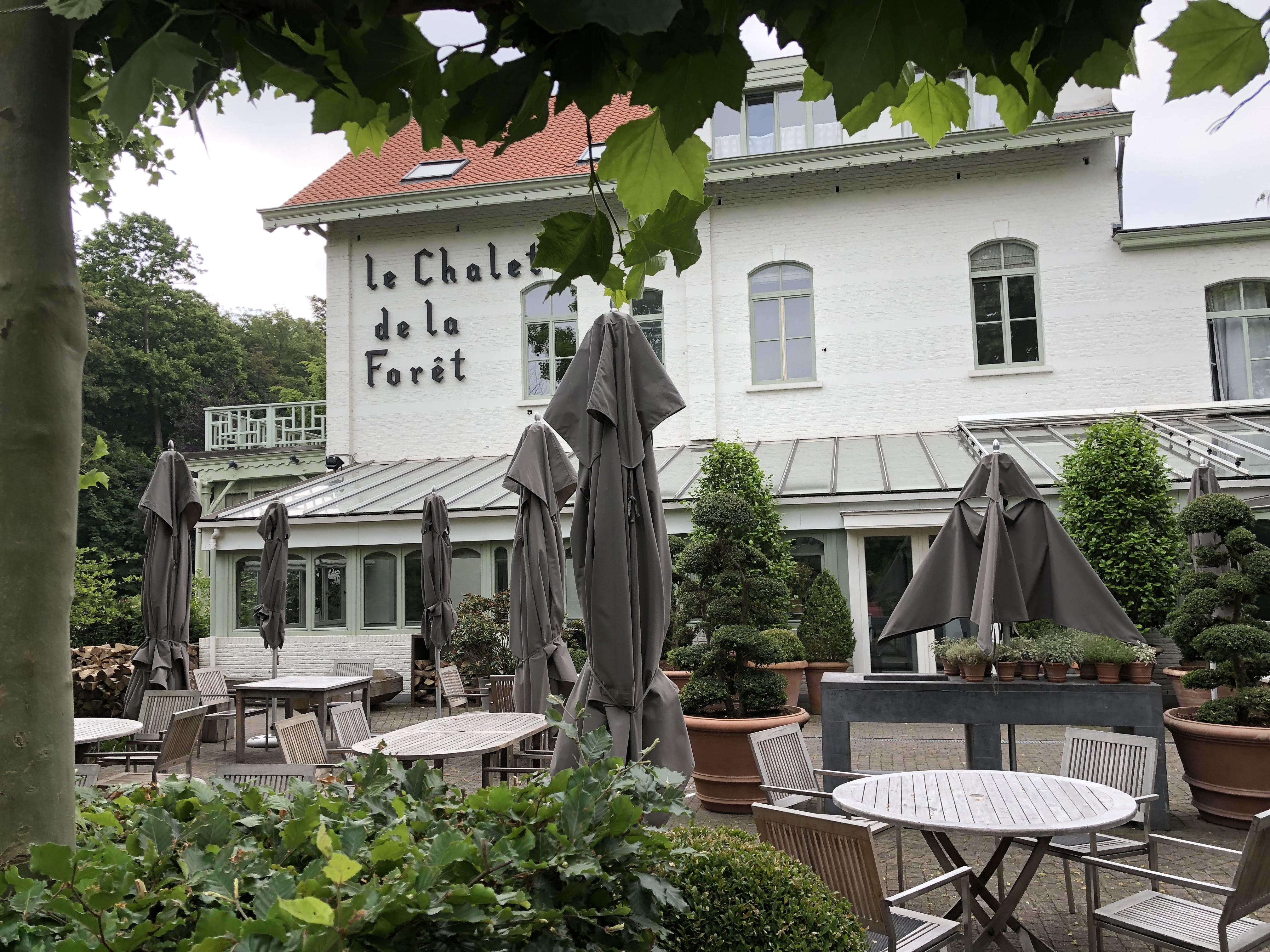
Le Chalet de la Forêt 43 drève de Lorraine
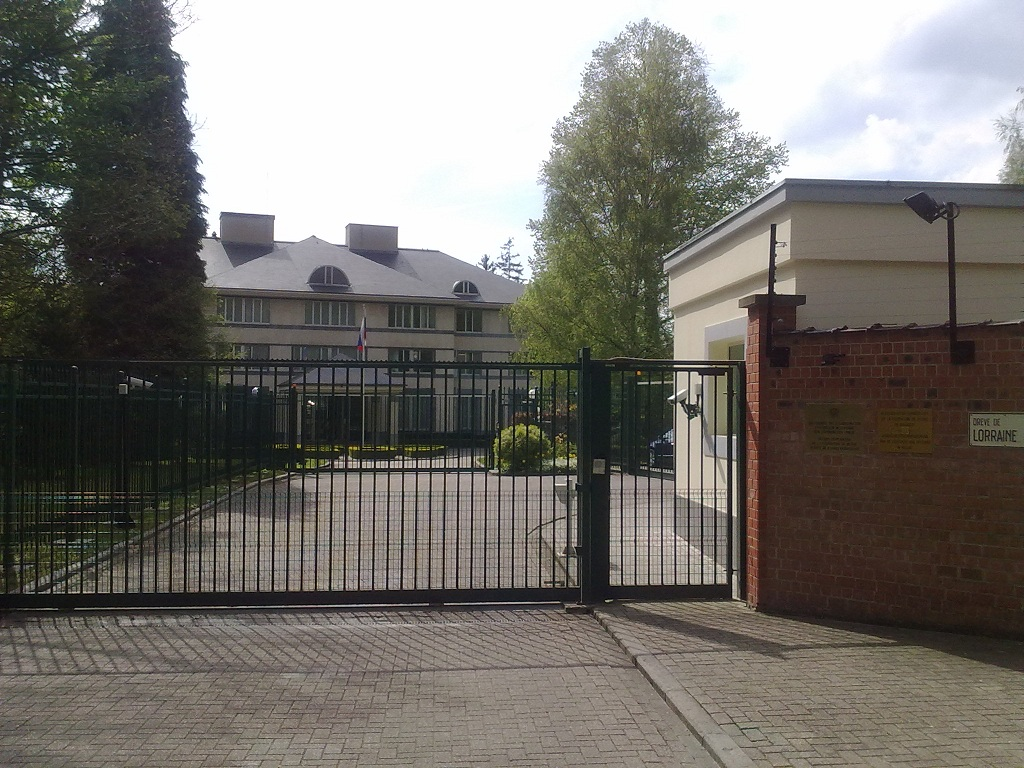
Représentation commerciale de Russie en Belgique 45 drève de Lorraine

Elle part de l'avenue de Groenendael, au bois de la Cambre, pour terminer sa course carrossable à la drève Saint-Hubert, qui va vers la chaussée de Waterloo. On y trouve le château de La Fougeraie, le restaurant étoilé Le Chalet de la Forêt (), la Représentation commerciale de la fédération de Russie en Belgique et Luxembourg ainsi que le club omnisports, le David Lloyd.

### Avenues, drèves et chemins connexes
- Avenue de l’Hippodrome
- Avenue du Maréchal - Drève du Maréchal
- Drève des Renards
- Avenue du Fort Jaco - Drève du Fort Jaco
- Drève du Caporal
- Avenue des Chalets - Drève des Enfants Noyés
- Avenue Van Bever - Drève des Deux Triages
- Sentier des Sables
- Chemin du Fer à Cheval
- Petite drève de Groenendael - Drève des Deux Montagnes

Un embranchement, appelé avenue du Haras et puis avenue Dubois, va, quant à lui, vers Groenendael en passant devant l'ancien prieuré.

### Partie non carrossable
La drève de Lorraine continue, dans sa partie non carrossable, à travers la forêt de Soignes et finit sa course avenue Brassine, à Rhode-Saint-Genèse. On peut donc évaluer sa longueur totale à plus de 7 kilomètres.

### Point culminant de la capitale
« On pense que l’Altitude Cent (à Forest) constitue le point le plus élevé de la capitale mais c’est faux ! Il se trouve en réalité en Forêt de Soignes, à proximité de la Drève de Lorraine sur le côté gauche de la route quand on va du bois de la Cambre vers Rhode-Saint-Genèse. On se situe, à cet endroit, à 148 mètres de hauteur »

## Origine du nom
Elle porte le nom de Charles-Alexandre de Lorraine, gouverneur général des Pays-Bas autrichiens (1741 à 1744 et de 1749 à 1780).

## Historique
Abritant à l'origine l'une des résidences du célèbre homme politique belge Léon Degrelle, général des SS de Wallonie.

## Bâtiments remarquables et lieux de mémoire
- no 17, Château de La Fougeraie
- no 23-25 [4]
- no 41, Manoir ou Château Viola Cornuta [4],[5], transformé en clubhouse du club de sport David Loyd Club, au coin de la rue Van Bever.
- no 43, Le Chalet de la Forêt
- no 45, Bâtiment de la Représentation commerciale de Russie en Belgique [4].

## Voir aussi

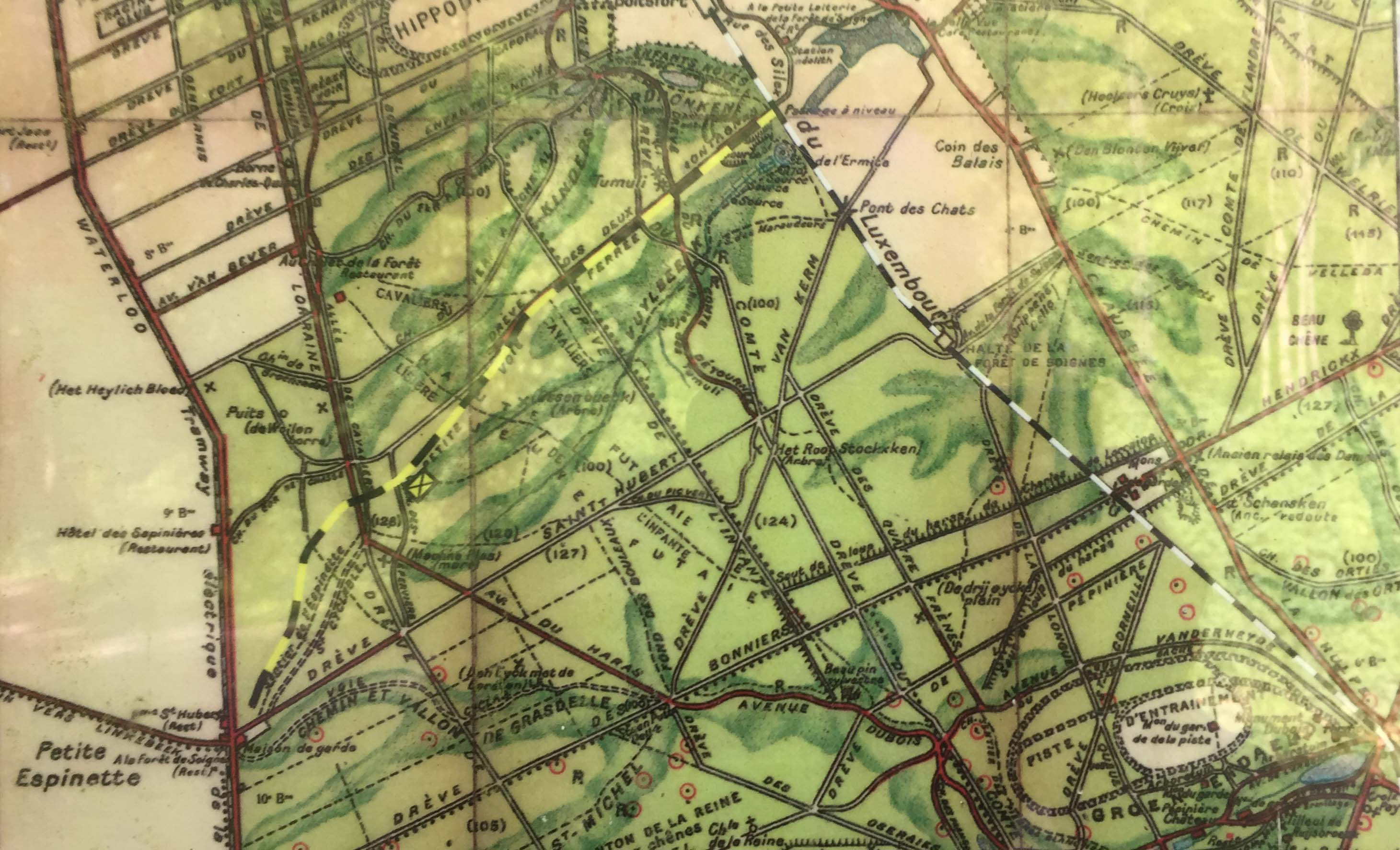
Carte décrivant le tracé de l'ancien chemin de fer de la forêt de Soignes, partant de la drève Saint-Hubert, traversant la drève de Lorraine et longeant la drève des Deux Montagnes.

## Galerie de Photographies

### Partie carrossable
- Château de La Fougeraie
 17 drève de Lorraine
- Le Chalet de la Forêt 

 43 drève de Lorraine
- Représentation commerciale de Russie
en Belgique
 45 drève de Lorraine

### Partie non carrosable

Fin de la drève de Lorraine
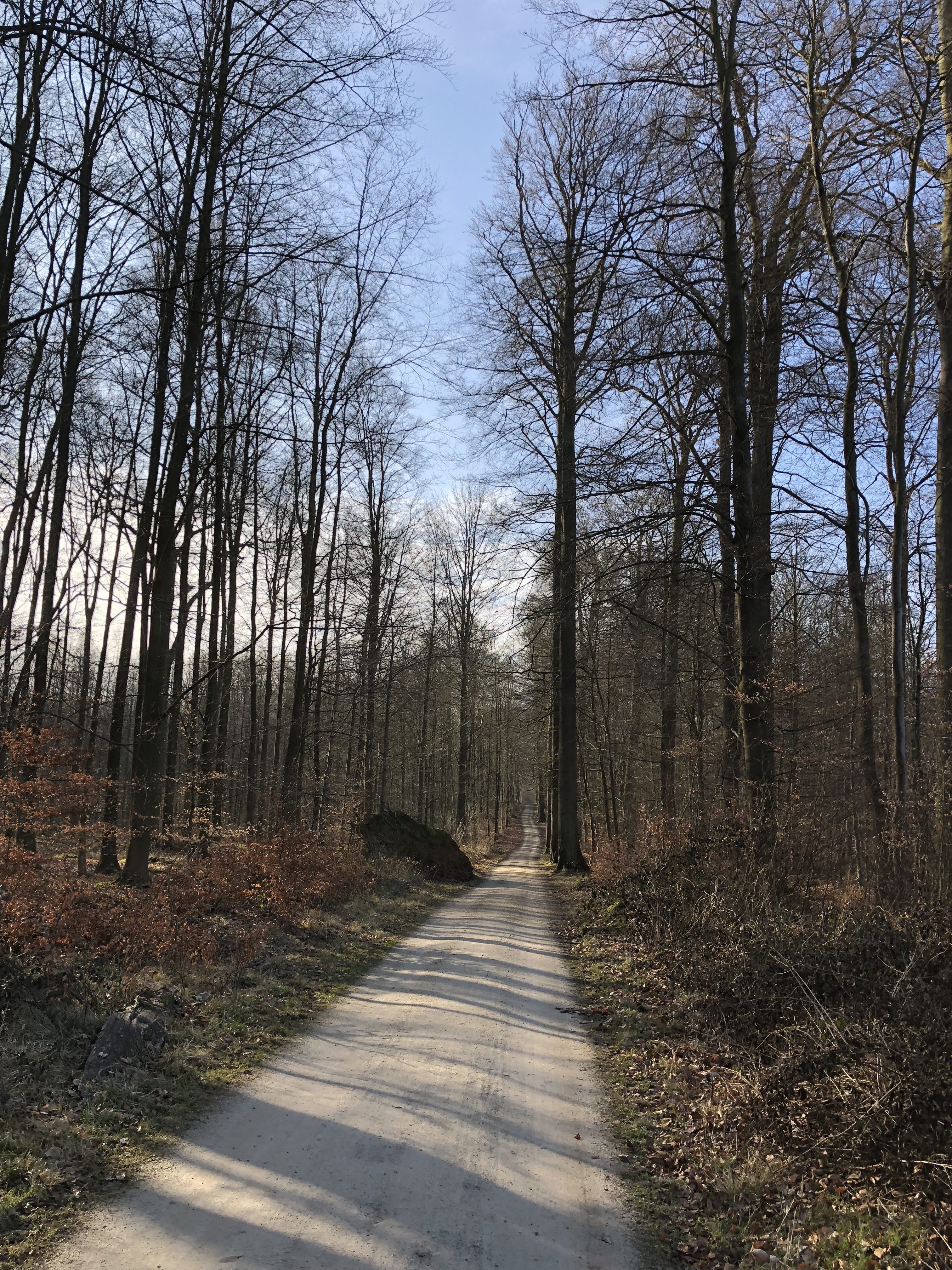
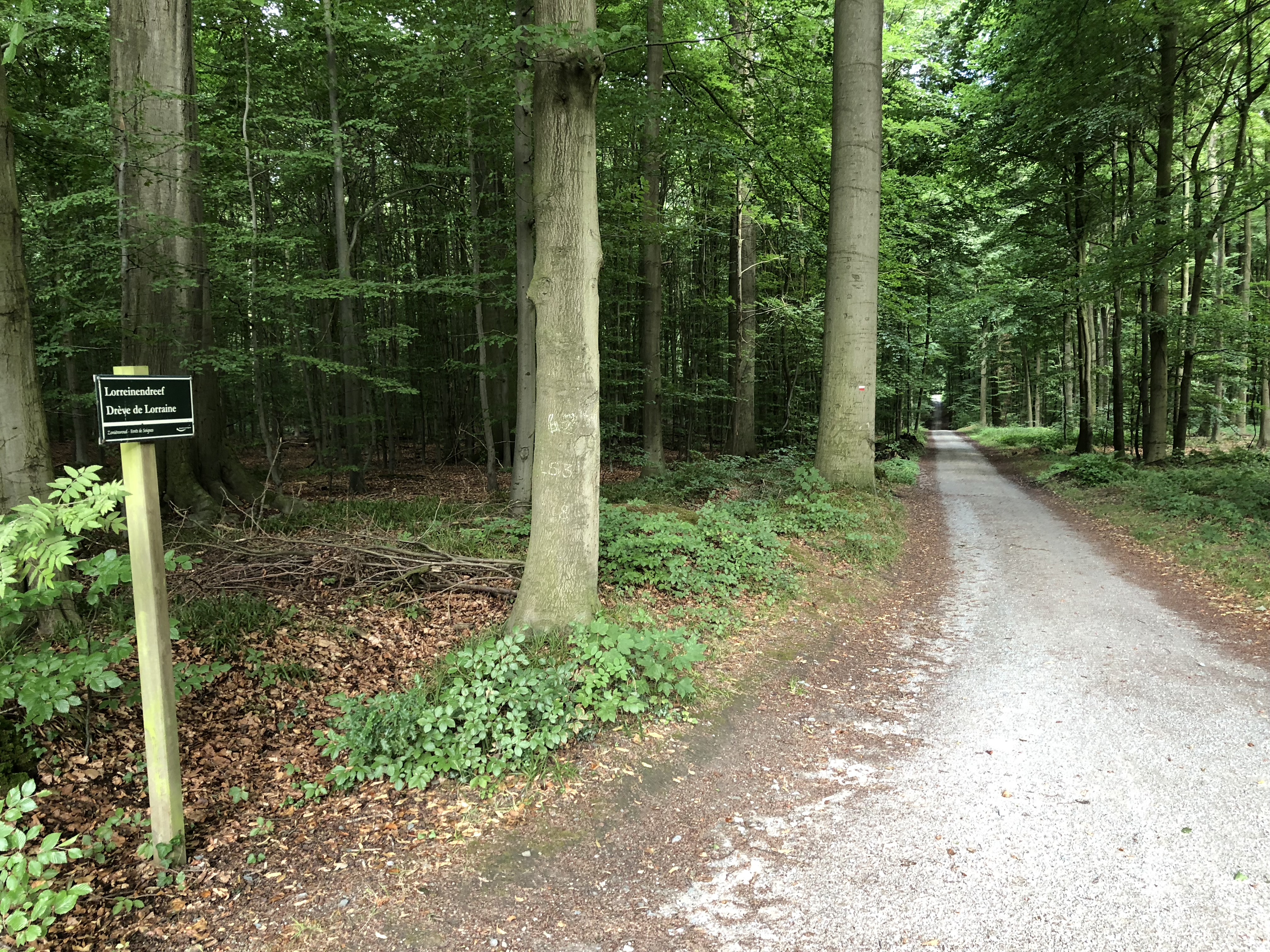
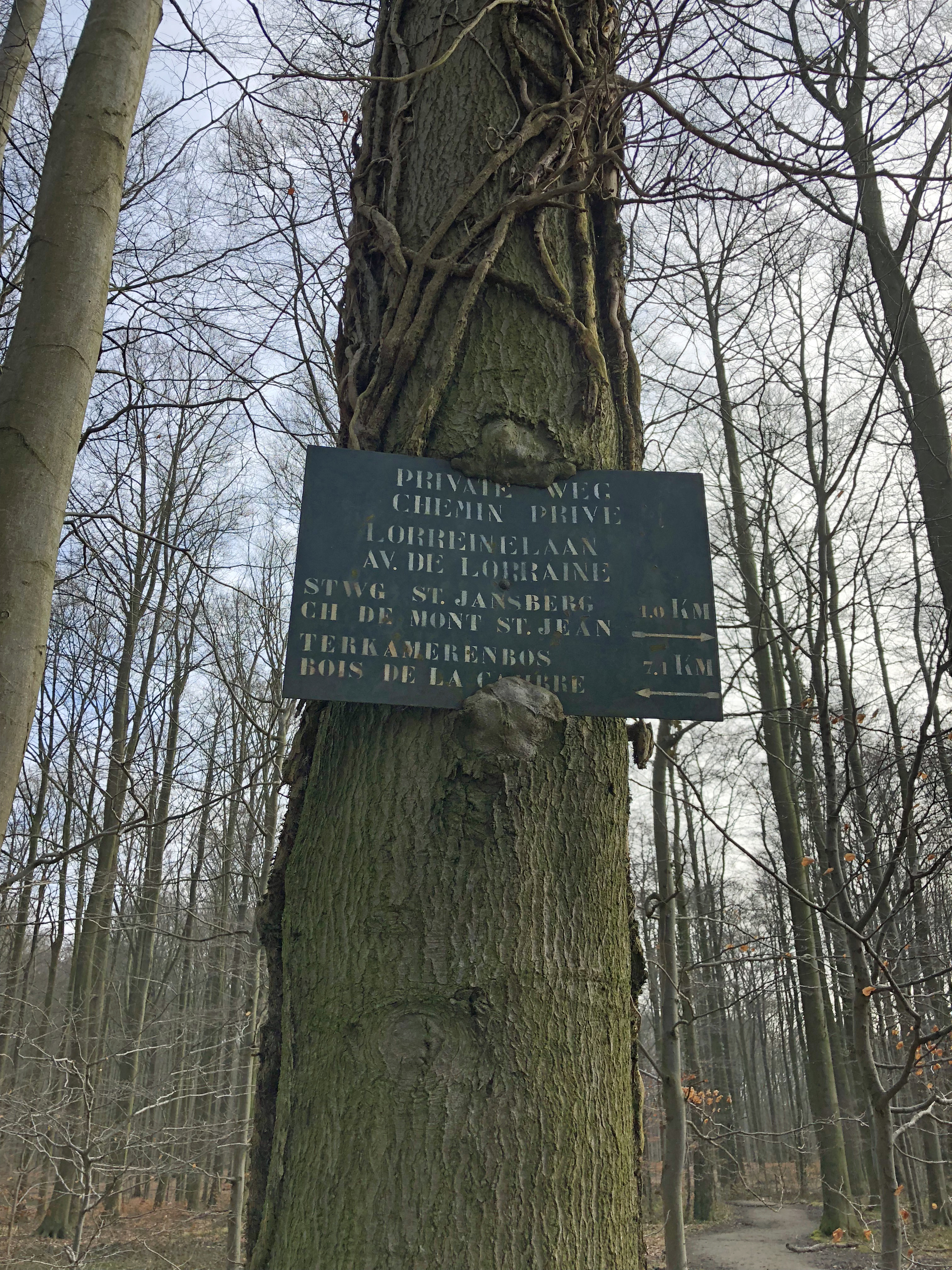